# Probulov
Probulov là một làng thuộc huyện Písek, vùng Jihočeský, Cộng hòa Séc.